# ブラックバーン ビバリー
ブラックバーン ビバリー
ブラックバーン ビバリー（1964年）
- 用途：輸送機
- 設計者：ゼネラル・エアクラフト
- 製造者：ブラックバーン・エアクラフト
- 運用者：イギリス空軍
- 初飛行：1950年6月20日
- 生産数：49機
- 運用開始：1955年
- 退役：1967年

ブラックバーン ビバリー (Blackburn Beverley) とは、1950年代のイギリスの軍用輸送機である。イギリス空軍が1952年にビバリー C.1 (C.Mk 1) として採用し、輸送飛行隊に配備した。機体は高翼配置に固定脚を備え、胴部には2重デッキの広い貨物室をもち、太い尾部の先に水平尾翼がある。

## 概要
第二次世界大戦中、軍用輸送グライダーのハミルカーを作っていたゼネラル・エアクラフト社が戦後の中距離戦術輸送機として軍用グライダーの経験を生かして開発したGAL.60 ユニバーサル・フレイター (Universal Freighter) が元になっている。GALは小企業であったため、ブラックバーン・エアクラフト社とGALは合併して、1949年にブラックバーン・アンド・ジェネラル・エアクラフト社（Blackburn & General Aircraft Ltd）が作られた。
GAL.60の1号機は1950年6月20日に初飛行した。エンジンをブリストル飛行機社製セントーラスに変えた2号機GAL.65は1953年6月に飛行し、47機の量産型の注文をえた。落下傘部隊の搭載が想定されていたため胴体に武装兵94名と尾部に36名が搭乗でき、胴体後部には付け外し可能なクラムシェル・ドア（観音扉）が備えられていた。このドアは飛行中には開閉出来なかったため、貨物を空中投下する必要がある時はドアを最初から外して飛行した。また、降着装置は固定式で前輪、後輪ともダブルタイヤになっており、非舗装滑走路に着陸が可能であった。
1956年から運用が開始され、1967年まで使用された。

## 派生型
- GAL.60 ユニバーサル・フレイター
- GAL.65：社内呼称はブラックバーン B-100
- ビバリー C.1：イギリス空軍の制式名。社内呼称はブラックバーン B-101 ビバリー

## 要目
出典: Aeroflight
- 全長：30.30 m
- 全高：11.81 m
- 全幅：49.38 m
- 翼面積：270.90 m2

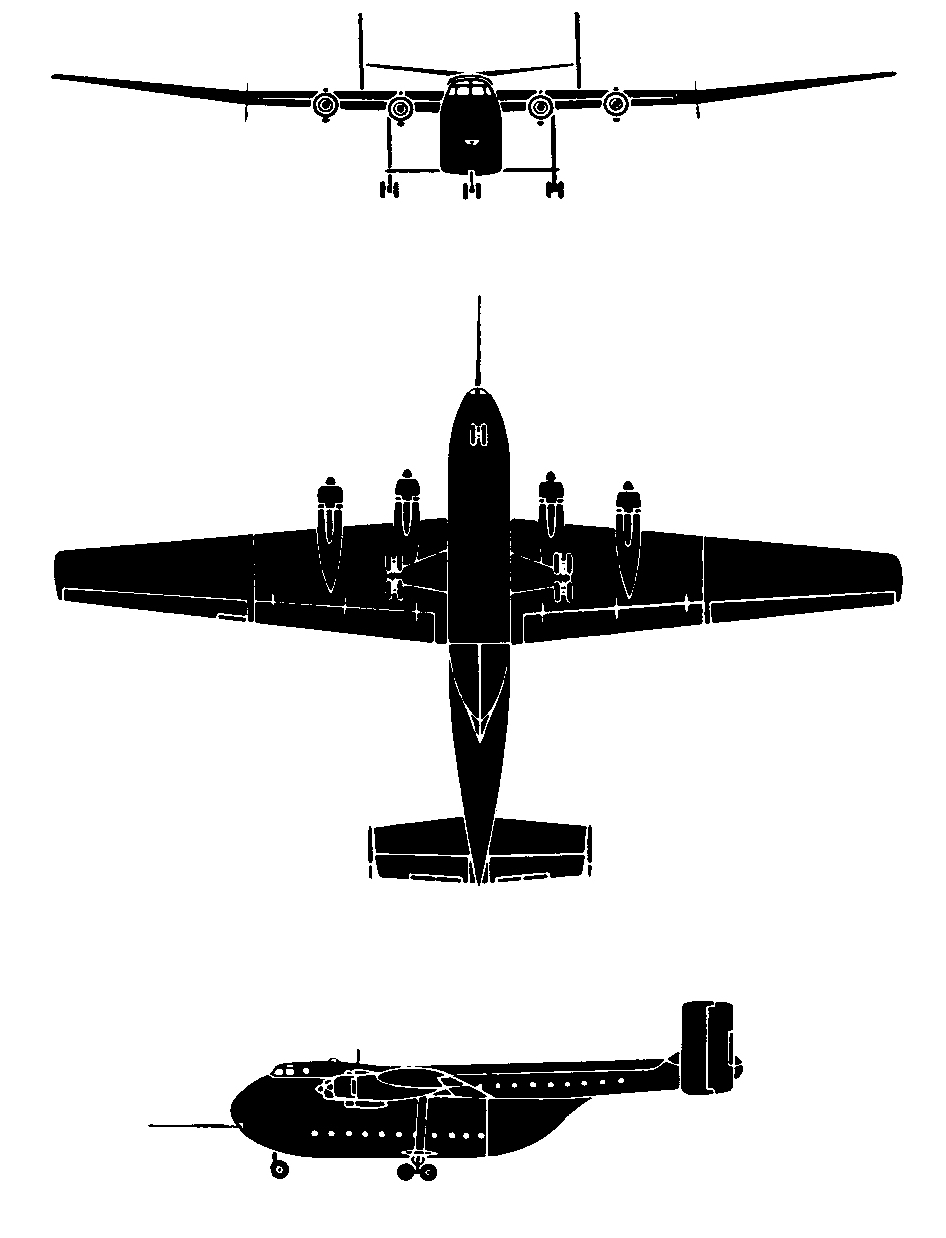
三面図

- エンジン：4×ブリストル セントーラス 173 or 273
- 出力： 2,850 hp
- 空虚重量：35,940 kg
- 最大離陸重量：64,864 kg
- 最大速度：383 km/h @ 1735 m
- 最高到達高度：4875 m
- 航続距離：5938 km